# آکسفورد (حوزه سرشماری) نیوجرسی
آکسفورد (به انگلیسی: Oxford) یک منطقهٔ مسکونی در ایالات متحده آمریکا است که در آکسفورد، نیوجرسی واقع شده‌است. آکسفورد ۱٫۷۹۸ کیلومتر مربع مساحت و ۱٬۰۹۰ نفر جمعیت دارد و ۱۵۴ متر بالاتر از سطح دریا واقع شده‌است.